# Bönan
Bönan – miejscowość (tätort) w Szwecji, w regionie administracyjnym (län) Gävleborg, w gminie Gävle.
Według danych Szwedzkiego Urzędu Statystycznego liczba ludności wyniosła: 859 (31 grudnia 2015), 918 (31 grudnia 2018) i 943 (31 grudnia 2019).